# Мохарові
Мохарові (Gerreidae) — родина риб ряду Окунеподібні (Perciformes).

## Опис
Мохарові зовні дуже схожі на ліогнатових (Leiognathidae), з якими їх поєднували раніше в одній родині. Однак, незважаючи на подібність у розмірах, формі стислого з боків тіла й будові висувного рота, що може витягатися в довгу трубку, ці риби легко відрізняються від своїх двійників цілим рядом особливостей. Тіло й голова в них покриті досить великою, легко опадаючою лускою, потиличні шипи відсутні, зяброві перетинки вільні від міжзябрового проміжку. Крім того, у мохарових спинний й анальний плавці містяться в глибоких виїмках тіла, у які вони можуть ховатися в складеному стані.

## Поширення і поведінка
Ця родина, представлена сімома родами й багатьма видами, що характерні для тропічних і субтропічних вод всіх океанів. Мохарові живуть на прибережних мілководдях біля піщаних берегів, часто заходячи в річкові естуарії й у прісну воду. Деякі з них мають широке поширення. Так, мохара звичайна (Eucinostomus argenteus) живе в узбережжя Америки як з атлантичної (від Нью-Джерсі до Ріо-де-Жанейро), так і з тихоокеанської сторони.
Багато видів, наприклад звичайний в Індійському й Тихому океанах геррес плямистий (Gerres punctatus), тримаються більшими зграями. Ця срібляста рибка з темною спиною й вертикальними рядами синюватих плям на боках досягає 25 см у довжину. Подібно іншим представникам родини, вона має їстівне й навіть досить смачне м’ясо, однак не цінується як харчова риба через малі розміри.
Серед мохарових є й поодиноко живучі види. До них належить, зокрема, пареквула австралійська (Parequula melbournensis), що ніколи не утворить зграй. У Південної Австралії ця риба, що виростає до 17 см, зустрічається біля берегів тільки влітку, а в зимовий час мігрує на глибину.

## Роди і види
Відомо 7 родів і 50 видів
- Diapterus Ranzani, 1842
  - Diapterus auratus Ranzani, 1842
  - Diapterus aureolus (Jordan & Gilbert, 1882)
  - Diapterus peruvianus (Cuvier, 1830)
  - Diapterus rhombeus (Cuvier, 1829)
- Eucinostomus Baird & Girard in Baird, 1855
  - Eucinostomus argenteus Baird & Girard, 1855
  - Eucinostomus currani (Zahuranec, 1980)
  - Eucinostomus dowii (Gill, 1863)
  - Eucinostomus entomelas Zahuranec, 1980
  - Eucinostomus gracilis (Gill, 1862)
  - Eucinostomus gula (Quoy & Gaimard, 1824)
  - Eucinostomus harengulus Goode & Bean, 1879
  - Eucinostomus havana (Nichols, 1912)
  - Eucinostomus jonesii (Günther, 1879)
  - Eucinostomus melanopterus (Bleeker, 1863)
- Eugerres Jordan & Evermann, 1927
  - Eugerres axillaris (Günther, 1864)
  - Eugerres brasilianus (Cuvier, 1830)
  - Eugerres brevimanus (Günther, 1864)
  - Eugerres lineatus (Humboldt, 1821)
  - Eugerres mexicanus (Steindachner, 1863)
  - Eugerres periche (Evermann & Radcliffe, 1917)
  - Eugerres plumieri (Cuvier, 1830)
- Gerres Quoy & Gaimard, 1824
  - Gerres akazakii (Iwatsuki, Kimura & Yoshino, 2007)
  - Gerres argyreus (Forster, 1801)
  - Gerres baconensis (Evermann & Seale, 1907)
  - Gerres chrysops  Iwatsuki, Kimura & Yoshino, 1999
  - Gerres cinereus (Walbaum, 1792)
  - Gerres decacanthus (Bleeker, 1864)
  - Gerres equulus Temminck & Schlegel, 1844
  - Gerres erythrourus (Bloch, 1791)
  - Gerres filamentosus Cuvier, 1829
  - Gerres infasciatus Iwatsuki & Kimura, 1998
  - Gerres japonicus Bleeker, 1854
  - Gerres kapas Bleeker, 1851
  - Gerres limbatus Cuvier, 1830
  - Gerres longirostris (Lacepède, 1801)
  - Gerres macracanthus Bleeker, 1854
  - Gerres maldivensis Regan, 1902
  - Gerres methueni Regan, 1920
  - Gerres microphthalmus Iwatsuki, Kimura & Yoshino, 2002
  - Gerres mozambiquensis Iwatsuki & Heemstra, 2007
  - Gerres nigri Günther, 1859
  - Gerres oblongus Cuvier, 1830
  - Gerres ovatus Günther, 1859
  - Gerres oyena (Forsskål, 1775)
  - Gerres phaiya Iwatsuki & Heemstra, 2001
  - Gerres philippinus Günther, 1862
  - Gerres ryukyuensis Iwatsuki, Kimura & Yoshino, 2007
  - Gerres setifer (Hamilton, 1822)
  - Gerres shima Iwatsuki, Kimura & Yoshino, 2007
  - Gerres silaceus Iwatsuki, Kimura & Yoshino, 2001
  - Gerres subfasciatus Cuvier, 1830
- Parequula Steindachner, 1879
  - Parequula elongata Iwatsuki, Pogonoski & Last, 2012
  - Parequula melbournensis (Castelnau, 1872)
- Pentaprion Bleeker, 1850
  - Pentaprion longimanus (Cantor, 1849)
- Ulaema Jordan & Evermann in Jordan, 1895
  - Ulaema lefroyi (Goode, 1874)